# もずく (漫画家)
もずくは、日本の漫画家。

## 来歴
本業持ちの漫画家。2020年9月から活動している。本業は、会社で働くOL。自分の働いている職場での経験談を漫画にし、SNSで投稿している。

## 作品リスト

### 連載
- 毎日がんばってはたらく、えらい（『ウォーカープラス』[1]）

### 書籍
- 『毎日がんばってはたらく、えらい』KADOKAWA、2023年3月15日発売[1]、ISBN 978-4-04-682006-8
- 『毎日がんばっていきる、えらい』KADOKAWA、2024年9月26日発売[2]、ISBN 978-4-04-684083-7